# Jim Rathmann
Richard Rathmann (ur. 16 lipca 1928 w Alhambrze, Kalifornia, zm. 23 listopada 2011 na Florydzie) – amerykański kierowca wyścigowy.
Rathmann ścigał się w seriach AAA oraz USAC w latach 1949–1950 oraz 1952–1963. Wziął udział łącznie w 42 wyścigach, z których wygrał 6 (w tym w Indianapolis 500, które wygrał w 1960 roku). W 1958 wygrał Wyścig Dwóch Światów na Autodromo Nazionale di Monza. W latach 1949–1951 wystartował w trzech wyścigach serii NASCAR.
W 2007 roku został wpisany do Motorsports Hall of Fame of America.
Brat Dicka Rathmann także kierowcy Formuły 1.
Jim Rathmann zmarł 23 listopada 2011 w jednym ze szpitali na Florydzie.

## Starty w Indianapolis 500
| Rok     | Nr      | Kwalifikacje | Wynik   | Okr. | Lider | Uwagi     |
| ------- | ------- | ------------ | ------- | ---- | ----- | --------- |
| 1949    | 68      | 21           | 11      | 175  | 0     |           |
| 1950    | 76      | 28           | 24      | 122  | 0     |           |
| 1952    | 59      | 10           | 2       | 200  | 0     |           |
| 1953    | 2       | 25           | 7       | 200  | 1     |           |
| 1954    | 38      | 28           | 28      | 110  | 0     | wypadek   |
| 1955    | 33      | 20           | 14      | 191  | 0     |           |
| 1956    | 24      | 2            | 20      | 175  | 3     | silnik    |
| 1957    | 26      | 32           | 2       | 200  | 24    |           |
| 1958    | 2       | 20           | 5       | 200  | 0     |           |
| 1959    | 16      | 3            | 2       | 200  | 19    |           |
| 1960    | 4       | 2            | 1       | 200  | 100   |           |
| 1961    | 4       | 11           | 30      | 48   | 6     | iskrownik |
| 1962    | 44      | 23           | 9       | 200  | 0     |           |
| 1963    | 16      | 29           | 24      | 99   | 0     | iskrownik |
| Łącznie | Łącznie | Łącznie      | Łącznie | 2320 | 153   |           |

## Starty w Formule 1
| Legenda oznaczeń w tabelach wyników Wyświetl szablon na nowej stronie | Legenda oznaczeń w tabelach wyników Wyświetl szablon na nowej stronie                                                                     |
| Oznaczenie                                                            | Wyjaśnienie |
| --------------------------------------------------------------------- | --- |
| Złoty                                                                 | Zwycięzca lub mistrzostwo |
| Srebrny                                                               | 2. miejsce lub wicemistrzostwo |
| Brązowy                                                               | 3. miejsce lub II wicemistrzostwo |
| Zielony                                                               | Ukończył, punktował (w klasyfikacji generalnej, gdy zdobył co najmniej jeden punkt na przestrzeni sezonu, poza trzema powyższymi opcjami) |
| Niebieski                                                             | Ukończył, nie punktował (w klasyfikacji generalnej, gdy nie zdobył co najmniej jednego punktu na przestrzeni sezonu)                      |
| Czerwony                                                              | Nie zakwalifikował się (NZ) |
| Czerwony                                                              | Nie prekwalifikował się (NPK) |
| Różowy                                                                | Nie ukończył (NU) |
| Różowy                                                                | Niesklasyfikowany (NS) (w klasyfikacji generalnej, gdy nie został sklasyfikowany w żadnym wyścigu sezonu)                                 |
| Czarny                                                                | Zdyskwalifikowany (DK) |
| Czarny                                                                | Wykluczony (WYK/EX) |
| Biały                                                                 | Nie wystartował (NW) |
| Biały                                                                 | Kontuzjowany (K/INJ) |
| Biały                                                                 | Wyścig odwołany (OD/C) |
| Bez koloru                                                            | Został wycofany (WYC/WD) |
| Bez koloru                                                            | Nie przybył (NP/DNA) |
| Bez koloru                                                            | Nie brał udziału w treningach (NT/DNP) |
| Bez koloru                                                            | Nie został zgłoszony (–) |
| Pogrubienie                                                           | Start z pole position |
| Kursywa                                                               | Najszybsze okrążenie wyścigu |
| †                                                                     | Nie ukończył, ale jego rezultat został zaliczony ze względu na przejechanie więcej niż 90% dystansu wyścigu.                              |
| *                                                                     | Sezon w trakcie |
| 1/2/3                                                                 | Punktowana pozycja w sprincie kwalifikacyjnym                                                                                             |
| Lista systemów punktacji Formuły 1                                    | |

| Rok  | Zespół                       | Samochód          | Silnik         | 1   | 2       | 3      | 4     | 5   | 6   | 7   | 8   | 9   | 10  | 11  | Msc. | Pkt. |
| ---- | ---------------------------- | ----------------- | -------------- | --- | ------- | ------ | ----- | --- | --- | --- | --- | --- | --- | --- | ---- | ---- |
| 1950 | John Lorenz                  | Wetteroth         | Offenhauser R4 | GBR | MCO     | 500 24 | CHE   | BEL | FRA | ITA |     |     |     |     | –    | 0    |
| 1952 | Grancor Auto Specialists     | Kurtis Kraft 3000 | Offenhauser R4 | CHE | 500 2   | BEL    | FRA   | GBR | DEU | NLD | ITA |     |     |     | 10   | 6    |
| 1953 | Ernest L Ruiz                | Kurtis Kraft 500B | Offenhauser R4 | ARG | 500 7   | NLD    | BEL   | FRA | GBR | DEU | CHE | ITA |     |     | –    | 0    |
| 1954 | Ed Walsh                     | Kurtis Kraft 500C | Offenhauser R4 | ARG | 500 NU* | BEL    | FRA   | GBR | DEU | CHE | ITA | ESP |     |     | –    | 0    |
| 1955 | South California Muffler Co. | Epperly           | Offenhauser R4 | ARG | MCO     | 500 14 | BEL   | NLD | GBR | ITA |     |     |     |     | –    | 0    |
| 1956 | Lindsey Hopkins              | Kurtis Kraft 500C | Offenhauser R4 | ARG | MCO     | 500 NU | BEL   | FRA | GBR | DEU | ITA |     |     |     | –    | 0    |
| 1957 | Lindsey Hopkins              | Epperly           | Offenhauser R4 | ARG | MCO     | 500 2  | FRA   | GBR | DEU | PES | ITA |     |     |     | 10   | 7    |
| 1958 | Lindsey Hopkins              | Epperly           | Offenhauser R4 | ARG | MCO     | NLD    | 500 5 | BEL | FRA | GBR | DEU | POR | ITA | MOR | 21   | 2    |
| 1959 | Lindsey Hopkins              | Epperly           | Offenhauser R4 | MCO | 500 2   | NLD    | FRA   | GBR | DEU | POR | ITA | USA |     |     | 11   | 6    |
| 1960 | Ken-Paul Inc.                | Watson            | Offenhauser R4 | ARG | MCO     | 500 1  | NLD   | BEL | FRA | GBR | POR | ITA | USA |     | 8    | 8    |

* Samochód wspóldzielony z Patem Flahertym.